# Zamek Drakuli

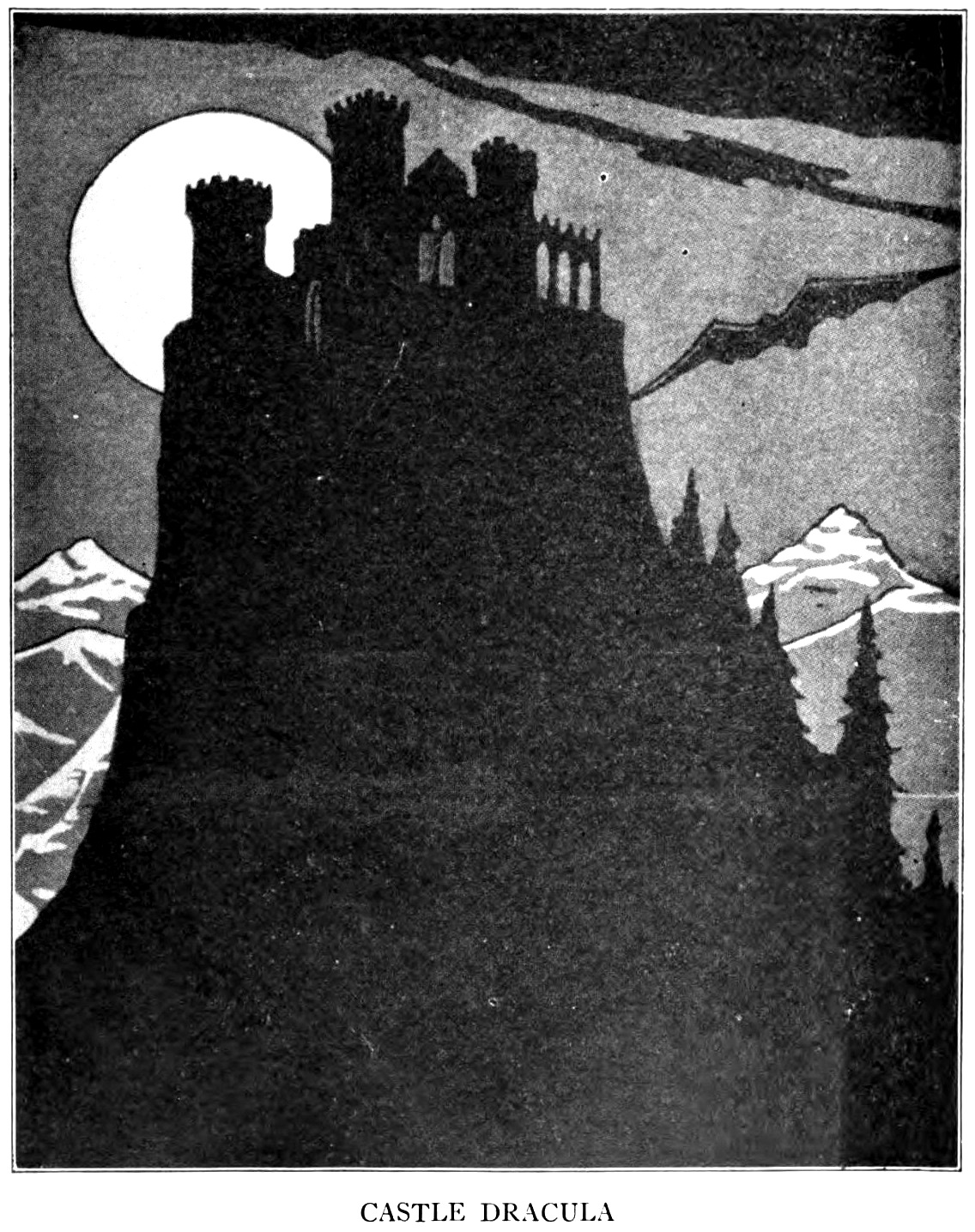
Zamek Drakuli na ilustracji anonimowego autora, w amerykańskim wydaniu powieści Drakula (1910)

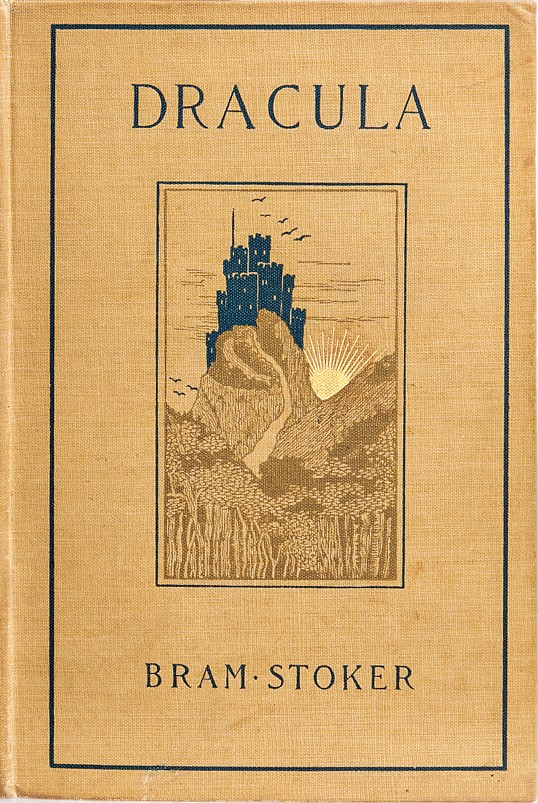
Zamek na okładce pierwszej amerykańskiej edycji Drakuli (1899)

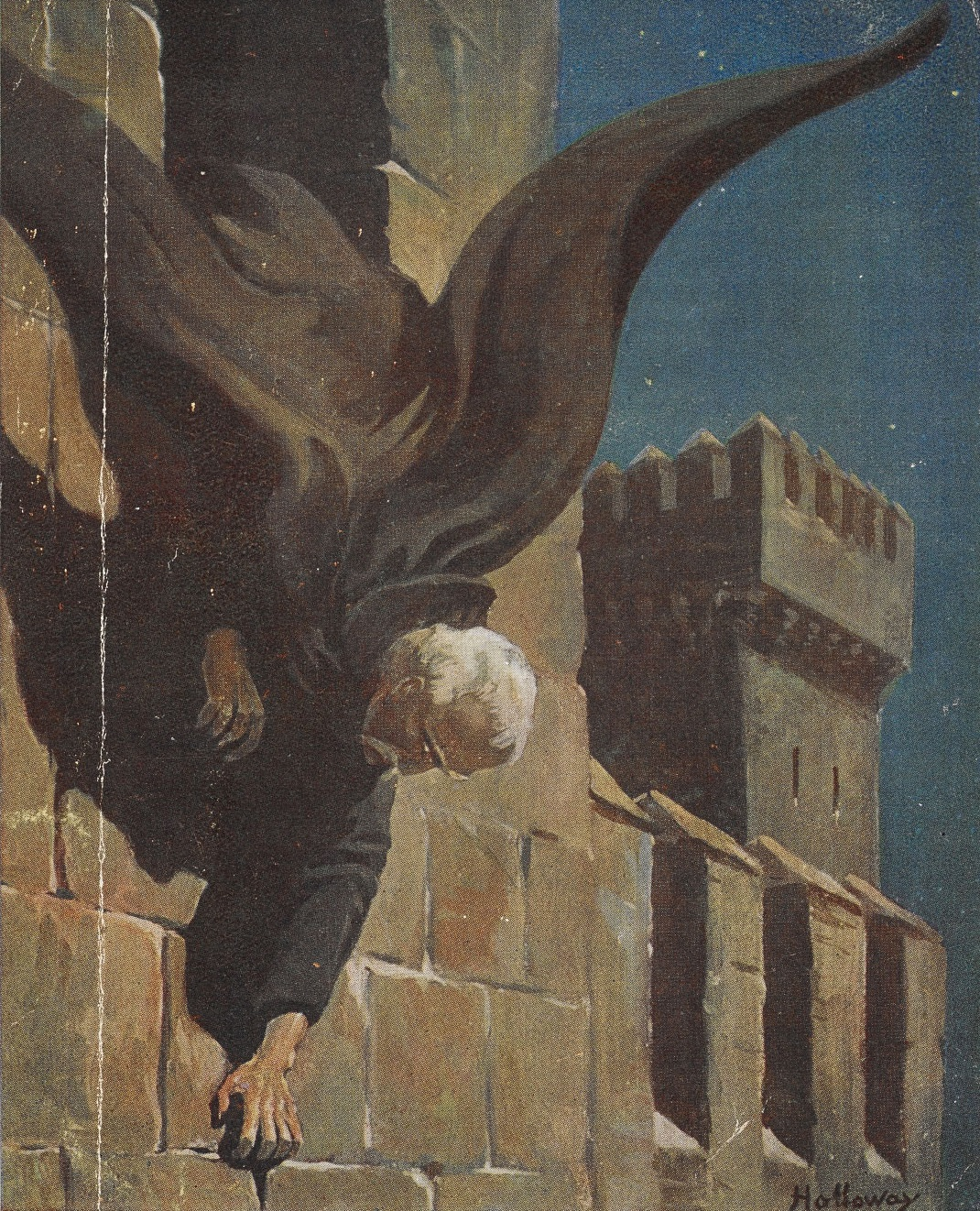
Drakula schodzący po murze swojego zamku. Okładka brytyjskiego wydania (1919)

Zamek Drakuli – fikcyjny zamek w Karpatach Wschodnich, główna rezydencja hrabiego Drakuli w powieści Drakula napisanej przez irlandzkiego pisarza Brama Stokera i opublikowanej w 1897 roku.

## Opis
Położony na szczycie wzgórza, zamek zbudowany jest na skraju przepaści, na narożniku ogromnej skały, co czyni go nie do zdobycia z trzech stron. Jego wygląd zewnętrzny przypomina ruiny zamku obronnego z wysoką wieżą i blankami. Wejście do niego, składające się z dużych drzwi nabijanych żelaznymi kolcami i osadzonych w rzeźbionej kamiennej framudze, poprzedzone jest dużym dziedzińcem wyłożonym ciemnymi przejściami, z których jedno prowadzi do stajni.
W przeciwieństwie do widocznego na zewnątrz zaniedbania, pomieszczenia, w których hrabia „wita” Jonathana Harkera (biblioteka, jadalnia i sypialnia oddzielona od jadalni ośmiokątnym pokojem) wydają się całkiem wygodne. Z drugiej strony liczne inne pomieszczenia zamku, rozmieszczone na kilku piętrach, są skąpo umeblowane i pokryte kurzem. Z sypialni hrabiego korytarz prowadzi do kręconych schodów, na dole których kolejny korytarz prowadzi do starej zrujnowanej kaplicy. Po obu jej stronach schody prowadzą w dół do krypty, gdzie za dnia śpią Drakula i trzy wampiry.
W notatce Jonathana Harkera kończącej powieść stwierdza się, że „zamek nadal stał, dominując nad spustoszonym obszarem”, siedem lat po unicestwieniu czterech jego mieszkańców. Jednakże Stoker początkowo wyobrażał sobie inne zakończenie, w którym ogromny budynek został zniszczony przez jakąś erupcję wulkanu tuż po zadaniu śmiertelnego ciosu Drakuli.

## Lokalizacja zamku

### Według powieści
W pierwszym rozdziale Harker precyzuje, że musi udać się w Karpaty, na wschodnie granice Transylwanii, w pobliżu granicy tego węgierskiego regionu z Bukowiną (jednym z „krajów” Przedlitawii) i rumuńską Mołdawią (część Mołdawii należąca do Królestwa Rumunii). Region ten, odpowiadający obecnemu rumuńskiemu okręgowi Bistrița-Năsăud, utracił swój graniczny charakter w 1918 roku, po przyłączeniu Transylwanii i Bukowiny do Rumunii.
Zgodnie z instrukcjami Drakuli Harker wsiada do dyliżansu łączącego Bystrzycę z Bukowiną, a następnie wysiada około czterdziestu kilometrów dalej, w pobliżu granicy, na przełęczy Borgo, gdzie czeka na niego powóz hrabiego, który zabierze go do zamku. Pełna wrażeń podróż tym drugim pojazdem jest celowo niemożliwa do prześledzenia („Wydawało mi się, że zawsze mijaliśmy i wracaliśmy w to samo miejsce”).
Przedostatni rozdział dostarcza dodatkowych wskazówek co do lokalizacji siedziby wampira, wskazując trasę, którą hrabia wybrał się z portu rzecznego Gałacz. Transportowany w skrzyni Drakula płynie w górę rzeki Seret, a następnie rzeką Bystrzycą do około 47 równoleżnika północnego, gdzie skrzynia jest rozładowywana i wciągana na wóz, który Romowie muszą eskortować do zamku.

### Według Hansa Corneela de Roosa
Według Hansa Corneela de Roosa notatka robocza Stokera wskazywałaby dokładną lokalizację wybraną przez powieściopisarza, przy czym po zauważeniu, że Stoker w oczywisty sposób nieumyślnie odwrócił szerokość i długość geograficzną (Drakula nie wybrał objazdu przez Półwysep Arabski), De Roos sugeruje podział tej notatki na dwie osobne części. W ten sposób druga część notatki wskazuje współrzędne (47° N, 25° 45' E) punktu położonego kilka kilometrów na północny wschód od Tulgheș, w pobliżu granicy pomiędzy obecnymi hrabstwami Neamț i Harghita. Według Hansa Corneela de Roosa byłby to zatem punkt, w którym konwój przekroczył granicę po załadowaniu skrzyni.
Wzmianka „pomiędzy Strasbą [lub Straszą] a Isvorolem” oznaczałaby zatem punkty wyjścia i przybycia tego konwoju. Pierwszy punkt wyraźnie odnosi się do Straji, wsi przecinanej przez Bystrzycę i wspomnianej w powieści, natomiast drugi można utożsamić z miejscem zwanym Izvorul („źródło” po rumuńsku). Zdaniem De Roosa nie jest to wieś Izvoru Montelui, położona około piętnastu kilometrów na północny zachód od Straji, ale raczej szczyt Izvorul Călimanului. Na mapie trzy punkty odpowiadające Straji i współrzędne zapisane przez Stokera, są w rzeczywistości zbieżne.

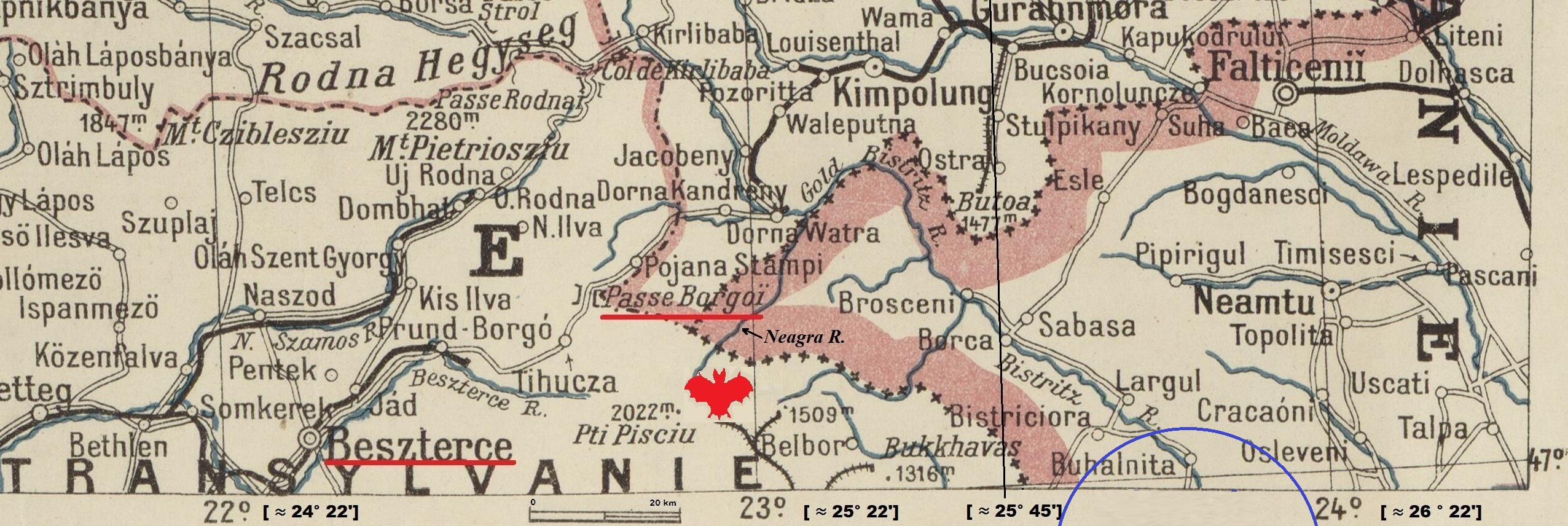
Fragment francuskiej mapy z 1915 roku. Czerwony nietoperz wyznacza lokalizację zamku Drakuli według propozycji Hansa Corneela de Roosa

## Inne powiązane lokalizacje

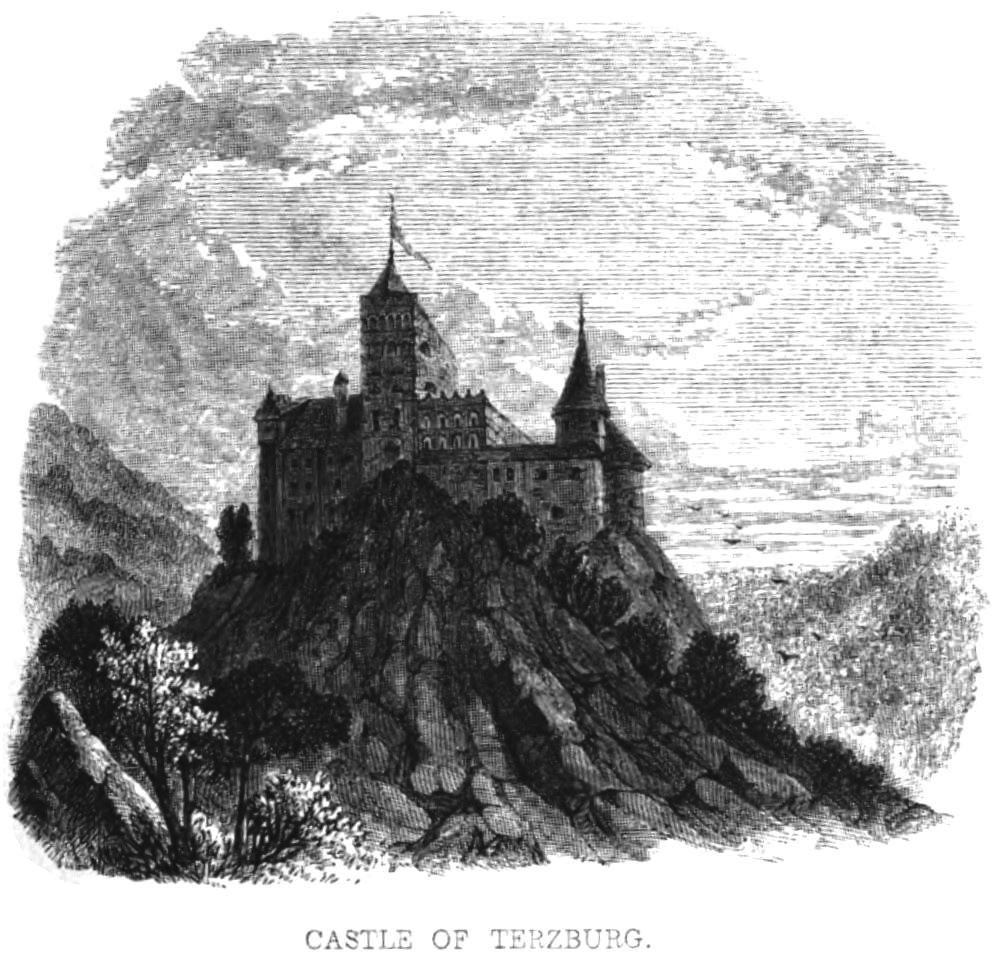
Zamek w Branie w książce Charlesa Bonera (1865)

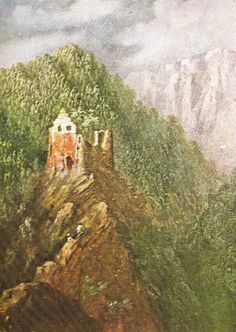
Zamek Poenari na obrazie (1860)

Ani na Izvorul Călimanului, ani na żadnym innym szczycie w okolicy nie stoi średniowieczny zamek. Aby opisać zamek Drakuli, Stoker sięgnął do kilku prac na temat Transylwanii, których opisy mogły inspirować pewne cechy charakterystyczne siedziby wampira.
Zamek w Branie położony jest ponad 300 kilometrów na południe od przełęczy Borgo. Zachowane średniowieczne mury i łatwy dojazd z autostrady uczyniły z niego główną atrakcję, którą w broszurach turystycznych przedstawia się jako zamek Drakuli. Jednak ani wampir z powieści, ani hospodar wołoski Wład Palownik, postać historyczna, która częściowo zainspirowała Stokera, nie mają żadnego związku z tym zamkiem w południowej Transylwanii. Możliwe jednak, że Stoker częściowo inspirował się opisami i ilustracjami zamku „Terzburg” (niemiecka nazwa miasta Bran), w których podkreśla się malowniczy charakter tego „gotyckiego” miejsca.
Innym zamkiem przedstawionym za pomocą tekstu i obrazu w twórczości Brytyjczyka Charlesa Bonera jest zamek Bethlen w Criș; jego „niezdarność” jest cechą charakterystyczną, która znajduje się w opisie zamku Drakuli. Boner opisuje także spektakl „spustoszenia”, jaki stwarza widok zamku w Hunedoarze, zniszczonego przez pożar w 1854 roku, i podaje podobny opis cytadeli Deva.
Zamek Teleki w Gornești pochodzi dopiero z końca XVIII wieku, ale Stoker zanotował go podczas czytania dzieła E.C. Johnsona. Mógł on zainspirować rozmieszczenie pomieszczeń zamku Drakuli, a także luksusowe wyposażenie niektórych z nich. Johnson opisuje także zamki w Brâncovenești i Beclean, z których Stoker również wydaje się czerpać kilka cech.
Zamek Poenari odbudowany przez Włada Palownika w latach 1456–1462, często kojarzony jest z Drakulą, nic jednak nie wskazuje na to, by Stoker mógł posiadać wiedzę o tej wołoskiej (a nie siedmiogrodzkiej) twierdzy.
Zamek New Slains Castle w Szkocji jest uważany za możliwe wizualne źródło Stokera, który spędzał wakacje w pobliskim Cruden Bay, już w 1893 roku. Ten zamek z końca XVI wieku, obecnie w ruinie, ale nadal dobrze zachowany, ma w swoim centrum ośmiokątne pomieszczenie, które mogło zainspirować powieściopisarza do rezydencji wampira.

## Kultura masowa
Zamek Drakuli przybierał różne formy w filmowych adaptacjach powieści. Jeden z najbardziej oryginalnych jest dziełem Francisa Forda Coppoli, który w Drakuli (1992) nadał zamkowi antropomorficzną i kolosalną sylwetkę Czarnego Idola, narysowaną w latach 1900–1903 przez czeskiego symbolistę Františka Kupkę.